# Sdružení obcí Severovýchod
Sdružení obcí Severovýchod je svazek obcí v okresu Hodonín, jeho sídlem je Kyjov a jeho cílem je regionální rozvoj obecně, cestovní ruch, životní prostředí, odpadové hospodářství. Sdružuje celkem 42 obcí.

## Obce sdružené v mikroregionu
- Archlebov
- Bukovany
- Bzenec
- Čejč
- Čeložnice
- Dambořice
- Domanín
- Dražůvky
- Hovorany
- Hýsly
- Ježov
- Karlín
- Kelčany
- Kostelec
- Kyjov
- Labuty
- Lovčice
- Moravany
- Moravský Písek
- Násedlovice
- Nechvalín
- Nenkovice
- Ostrovánky
- Skalka
- Skoronice
- Sobůlky
- Stavěšice
- Strážovice
- Svatobořice-Mistřín
- Syrovín
- Šardice
- Těmice
- Uhřice
- Věteřov
- Vlkoš
- Vracov
- Vřesovice
- Žádovice
- Žarošice
- Ždánice
- Želetice
- Žeravice